# تالایگوآ نوو
تالایگوآ نوو (انگلیسی: Talaigua Nuevo) نام شهری در کشور کلمبیا است.